# Dimitri Delibes
Pas d'image ? Cliquez ici

a Compétitions nationales et continentales officielles uniquement.

b Matchs officiels uniquement.
Dernière mise à jour le 2 mars 2025.
Dimitri Delibes, né le 17 mars 1999 à Toulouse, est un joueur français de rugby à XV. Il évolue au poste de centre ou ailier au Stade toulousain.
Il remporte le Championnat de France en 2021, 2023, 2024 et 2025 avec le Stade toulousain. 

## Biographie

### Formation et débuts en fédérale
Formé au Blagnac rugby, où il joue depuis ses 6 ans, il fait ses débuts lors de la saison 2017-2018 en Fédérale 1,.
Ses performances lui valent notamment d'être sélectionné en équipe de France des moins de 20 ans développement, dont il est alors le seul représentant du championnat fédéral, jouant notamment contre la Géorgie en février 2018. La saison suivante, il intègre ainsi le Pôle France de la FFR.
En 2018, il rejoint le centre de formation du Stade toulousain, imitant son ainé Maxime Médard, passé également par le club de Blagnac.

### Débuts au plus haut niveau à Toulouse
Le 1er février 2020, il participe à la première édition du Supersevens avec le Stade toulousain.
Il fait ses débuts professionnels avec les toulousains le 1er novembre 2020 à l'occasion d'une défaite 48-14 contre le Stade français Paris rugby.
En décembre 2020, il est sélectionné par Jérôme Daret pour intégrer l'équipe de France de rugby à sept lors d'un stage de préparation au Centre national du rugby à Marcoussis.
Le 20 février 2021, il connaît sa première titularisation avec le Stade toulousain en trois-quart aile. Il inscrit un doublé au Stade de Gerland face au Lyon olympique universitaire.
Le 4 avril 2021, il joue son premier match de Coupe d'Europe lors du huitième de finale face au Munster au Thomond Park, remporté par le Stade toulousain 33 à 40. Il remplace Maxime Médard à la 65e minute de jeu,,.
Le 17 avril 2021, il est titularisé au poste de deuxième centre contre Castres, marquant son 3e essai en trois matchs et deux titularisations. Lors de cette courte défaite à Castres, Delibes s'illustre néanmoins au sein d'une équipe toulousaine particulièrement rajeunie,.
Malgré le fait qu'il ne dispute pas la finale, il remporte le championnat de France en 2021.
Il est champion de France espoirs en 2021.
Après un bon début de saison 2022-2023, il est appelé en équipe de France par Fabien Galthié dans le groupe élargi de 42 joueurs rassemblés au Centre national du rugby pour préparer les test-matchs de novembre contre l'Australie, l'Afrique du Sud et le Japon.

## Statistiques

### En club
| Saison                 | Club                   | Championnat | Championnat | Championnat | Coupe d'Europe                         | Coupe d'Europe                         | Coupe d'Europe                         |
| Saison                 | Club                   | Compétition | Matchs      | Essais      | Compétition                            | Matchs                                 | Essais                                 |
| ---------------------- | ---------------------- | ----------- | ----------- | ----------- | -------------------------------------- | -------------------------------------- | -------------------------------------- |
| 2017-2018              | Blagnac Rugby          | Fédérale 1  | 17          | 5           | Pas de qualification en Coupe d'Europe | Pas de qualification en Coupe d'Europe | Pas de qualification en Coupe d'Europe |
| Total Blagnac Rugby    | Total Blagnac Rugby    | Federale 1  | 17          | 5           |                                        |                                        |                                        |
| 2020-2021              | Stade toulousain       | Top 14      | 5           | 4           | Coupe d'Europe                         | 1                                      | 0                                      |
| 2021-2022              | Stade toulousain       | Top 14      | 10          | 3           | Coupe d'Europe                         | 2                                      | 0                                      |
| 2022-2023              | Stade toulousain       | Top 14      | 17          | 5           | Champions Cup                          | 6                                      | 0                                      |
| 2023-2024              | Stade toulousain       | Top 14      | 9           | 1           | Champions Cup                          | 3                                      | 1                                      |
| 2024-2025              | Stade toulousain       | Top 14      | 11          | 2           | Champions Cup                          | 1                                      | 1                                      |
| Total Stade toulousain | Total Stade toulousain | Top 14      | 52          | 15          | Coupe d'Europe                         | 13                                     | 2                                      |
| Total                  | Total                  | Total       | 69          | 20          | Coupe d'Europe                         | 13                                     | 2                                      |

## Palmarès
- Stade toulousain
  - Vainqueur du Championnat de France en 2021[N 1], 2023[N 1] , 2024[N 1] et 2025[N 1]
  - Vainqueur du Championnat de France espoirs en 2021